# Lanarvily
Lanarvily (bret. Lannarvili) – miejscowość i gmina we Francji, w regionie Bretania, w departamencie Finistère.
Według danych na rok 1990 gminę zamieszkiwało 281 osób, a gęstość zaludnienia wynosiła 47 osób/km² (wśród 1269 gmin Bretanii Lanarvily plasuje się na 952. miejscu pod względem liczby ludności, natomiast pod względem powierzchni na miejscu 989.).